# Dusty Johnson

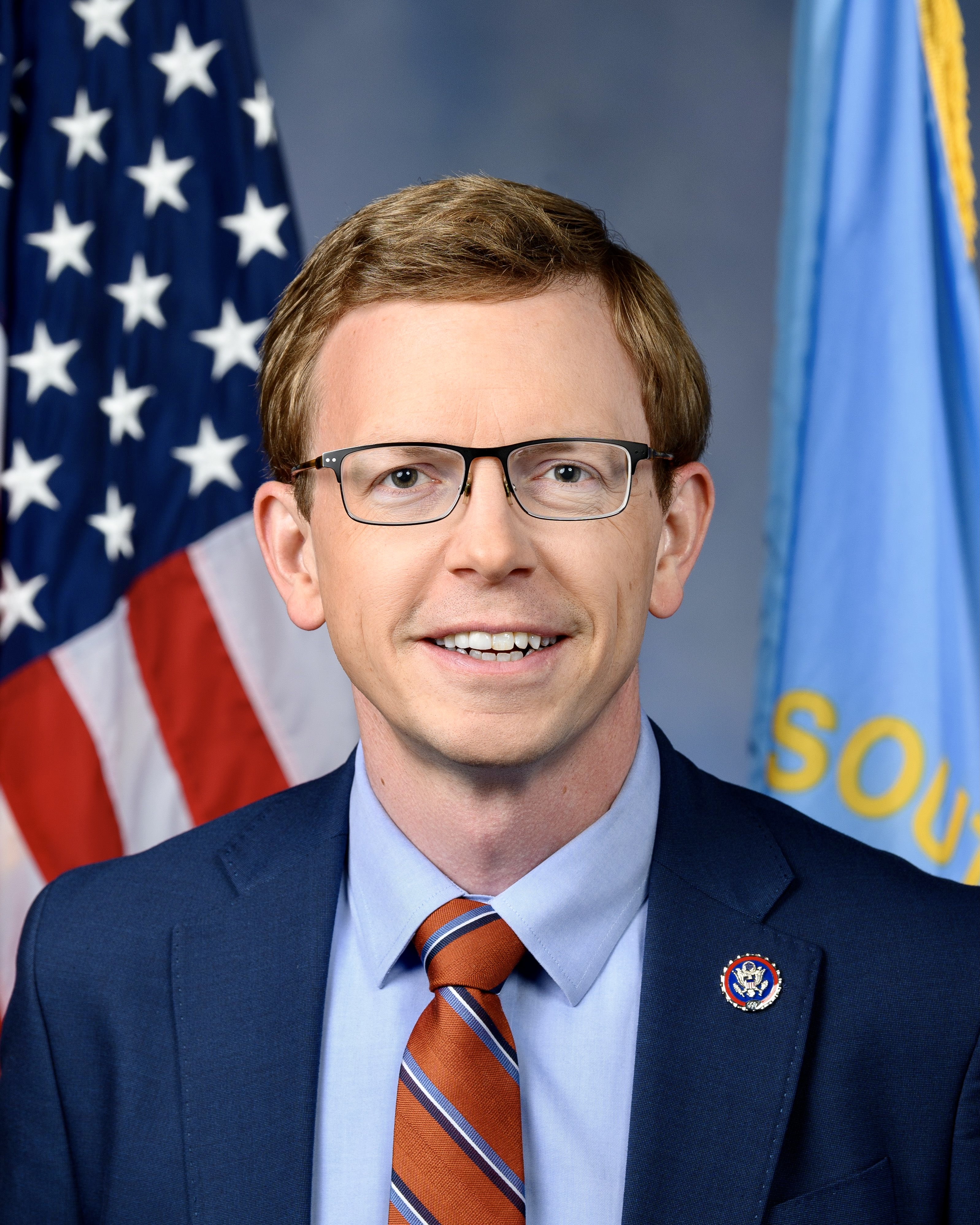
Dusty Johnson (2021)

Dustin M. „Dusty“ Johnson (* 30. September 1976 in Pierre, Hughes County, South Dakota) ist ein US-amerikanischer Politiker der Republikanischen Partei. Seit Januar 2019 vertritt er den ersten Distrikt des Bundesstaats South Dakota im US-Repräsentantenhaus.

## Leben
Dusty Johnson besuchte in seiner Heimatstadt Pierre (South Dakota) die T. F. Riggs High School und erlangte dort 1995 seinen Schulabschluss. Danach studierte er erfolgreich Politikwissenschaften an der University of South Dakota, wo er 1999 den Bachelor of Arts erhielt. 1998 erhielt er ein Harry-S.-Truman-Stipendium und arbeitete für das Landwirtschaftsministerium in Washington, D.C. 2002 erwarb er an der University of Kansas den Abschluss als Master of Business Administration. Im folgenden Jahr war Johnson als politischer Berater des damaligen Gouverneurs von South Dakota, Mike Rounds, tätig. Zeitweise war er auch wissenschaftlicher Mitarbeiter an der Dakota Wesleyan University.
Dusty Johnson ist verheiratet und hat drei Söhne. Die Familie lebt gemeinsam in Mitchell (South Dakota).

## Politische Laufbahn
2004 wurde Dusty Johnson in die South Dakota Public Utilities Commission gewählt. 2007 wurde er deren Vorsitzender. 2010 wurde Johnson wiedergewählt. Kurz darauf legte er sein Amt jedoch nieder, nachdem er von South Dakotas neuem Gouverneur Dennis Daugaard zu dessen Stabschef ernannt worden war. Im November 2014 zog Johnson sich vorerst aus der Politik zurück und wurde Vizepräsident des Telekommunikationsunternehmens Vantage Point Solutions in Mitchell (South Dakota).
Nachdem South Dakotas Kongressabgeordnete Kristi Noem ihr Ausscheiden aus dem Repräsentantenhaus bekannt gegeben hatte, um sich, letztlich erfolgreich, als Gouverneurin für den Bundesstaat zu bewerben, gab Johnson seine Kandidatur bekannt. In der republikanischen Vorwahl am 5. Juni 2018 setzte sich Johnson gegen die Secretary of State Shantel Krebs und den Staats-Senator Neal Tapio durch. In der allgemeinen Wahl 2018 wurde er mit 60,3 % der Stimmen gegen den Demokraten Timothy Bjorkman, den unabhängigen Ron Wieczorek sowie George Hendrickson von der Libertarian Party in das Repräsentantenhaus gewählt. Am 3. Januar 2019 trat er seine Amtszeit an. Am 2. Juni 2020 setzte er sich in der Vorwahl der Republikanischen Partei gegen Elizabeth May, die bis dahin Abgeordnete im Repräsentantenhaus von South Dakota war, mit 77 Prozent der Stimmen durch. In der Wahl zum Repräsentantenhaus der Vereinigten Staaten 2020 trat er gegen Randy Luallin von der Libertarian Party an und gewann mit 81 Prozent der Stimmen. Im Jahr 2022 konnte er sich in der Primary (Vorwahl) seiner Partei am 7. Juni mit 60,4 % durchsetzen und besiegte in der allgemeinen Wahl den Kandidaten der Libertären Partei, Collin Duprel, mit 78,7 %. Die nächste Vorwahl zur Kongresswahl 2024 wurde angst, da es keinen Gegenkandidaten gab. Erstmals gab es in der Hauptwahl eine demokratische Gegenkandidatin gegen Johnson: Sheryl Johnson. Er schlug sie mit 72 % der Stimmen.
Seine aktuelle, insgesamt vierte, Legislaturperiode im Repräsentantenhaus des 119. Kongresses läuft noch bis zum 3. Januar 2027.

### Ausschüsse
Johnson ist aktuell Mitglied in folgenden Ausschüssen des Repräsentantenhauses:
- Committee on Agriculture
  - Conservation and Forestry
  - Livestock and Foreign Agriculture (Ranking Member)
- Committee on Transportation and Infrastructure
  - Highways and Transit
  - Railroads, Pipelines, and Hazardous Materials

Zuvor war er auch Mitglied im Committee on Education and the Workforce.

### Positionen
Dusty Johnson gilt als moderater Republikaner und gehört dem Bündnis Republican Main Street Partnership an. Am 26. März 2019 war er einer von vierzehn Republikanern im Repräsentantenhaus, die für die Aufhebung des nationalen Notstandes an der Grenze zu Mexiko stimmten; er unterstützt jedoch den von Präsident Donald Trump geplanten Bau einer durchgehenden Grenzmauer an der Grenze zu Mexiko. Des Weiteren spricht er sich gegen Abtreibungen aus (Pro-Life) und tritt dafür ein, die Amtszeit von Kongressabgeordneten auf zwölf Jahre zu begrenzen. Johnson ist Mitglied der National Rifle Association.
Nach dem Sturm auf das Kapitol in Washington 2021 stimmte er für eine überparteiliche Untersuchungskommission und unterstützte Liz Cheney als Mitglied der Führung der Republikanischen Führung im Repräsentantenhaus.